# SPB-IX

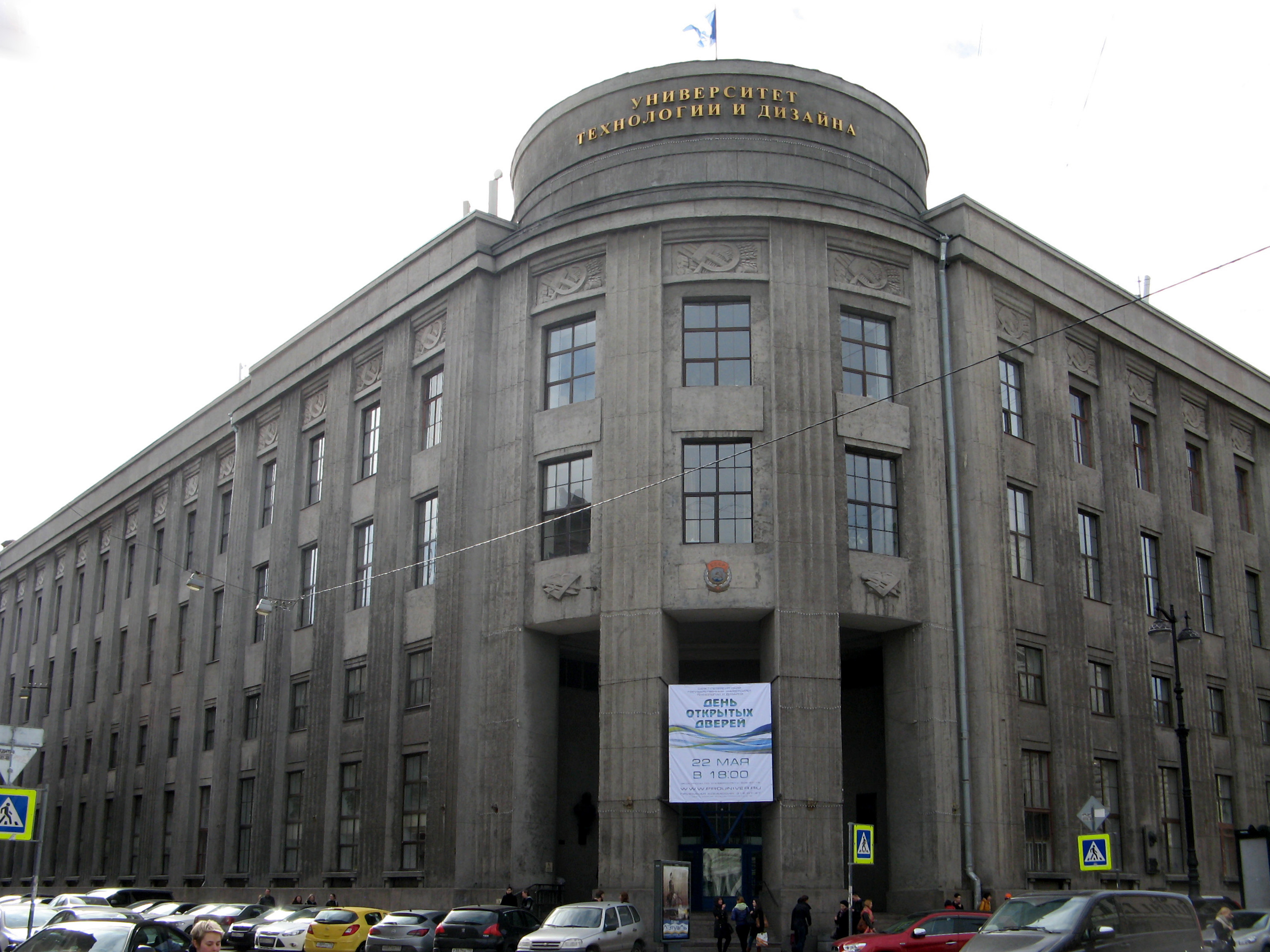
Улица Большая Морская, дом 18 — одна из площадок SPB-IX (здание СПбГУПТД)

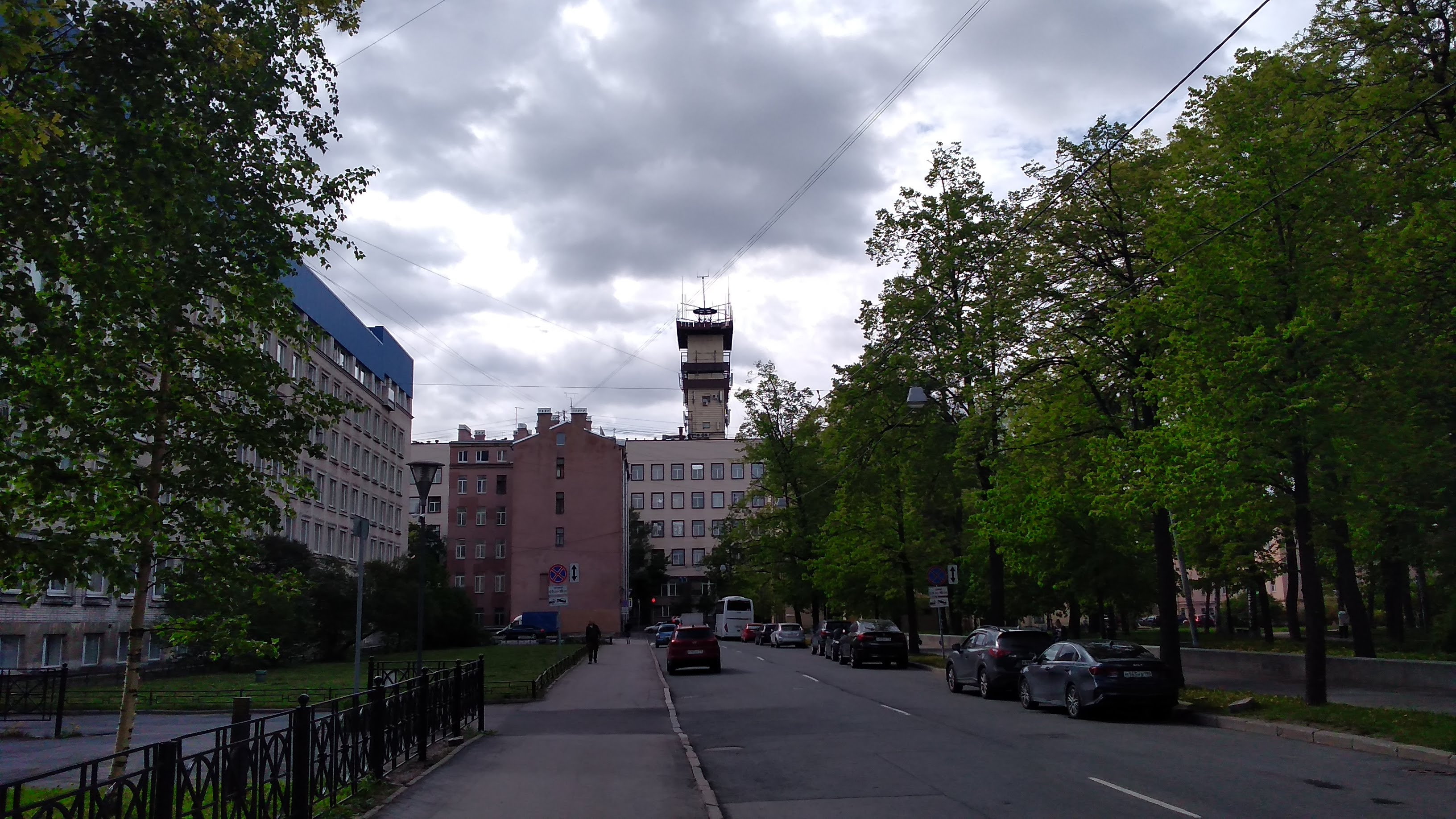
Улица Боровая, дом 57 — другая площадка SPB-IX (здание ИВЦ ОЖД)

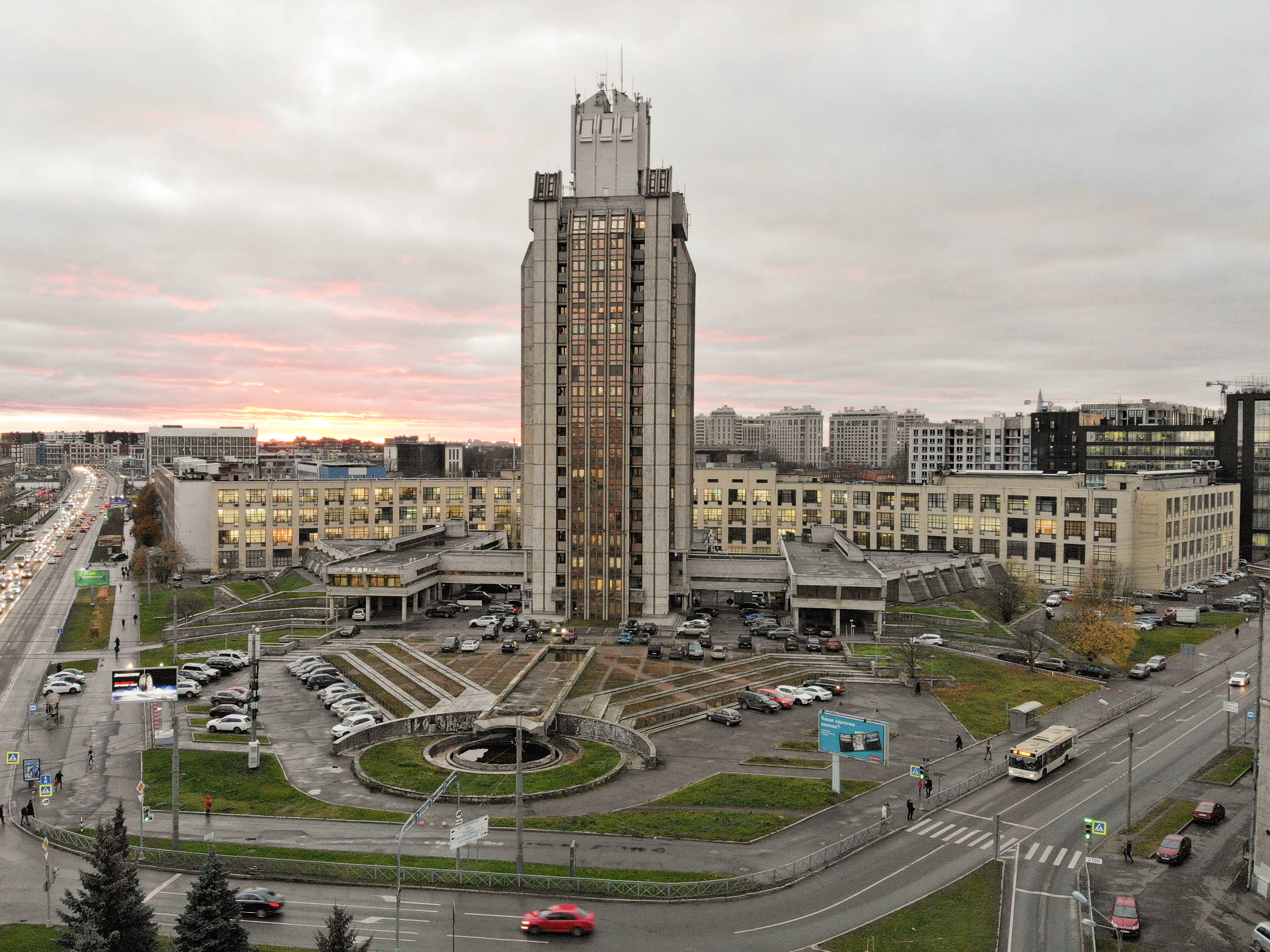
Здание НПО «Радуга» — ещё одна локация SPB-IX (ул. Кантемировская, 12)

SPB-IX (англ. Saint Petersburg Internet eXchange) — точка обмена интернет-трафиком, находится в Санкт-Петербурге.

## Структура
Санкт-Петербургский Internet Exchange SPB-IX имеет распределённую структуру с точками подключения, расположенными на следующих технологических площадках:
- Информационно-вычислительный центр Октябрьской железной дороги (ул. Боровая, д. 57);
- Ленэнерго (Марсово поле, д. 1, ЗАО «ЛЭИВО», СКЦ);
- Санкт-Петербургский государственный университет технологии и дизайна (ул. Большая Морская, д. 18);
- ООО «Телехаус» (Большая Морская, д. 19);
- ООО «Прометей» (Малая Морская, д. 11);
- ООО «K12» (бывший «Радуга-2» (Кантемировская д. 12)).

Здание на Марсовом поле было назначено центральным узлом в ходе реконструкции «советского Интернета» — «Академсети». Здание университета дизайна на Большой Морской было выбрано как исторически сложившаяся географически удобная точка подключения развивающихся сетей. Остальные площадки присоединились по мере развития постсоветского телекоммуникационного рынка. Площадки соединены высокоскоростными линиями связи, что позволяет распределённому комплексу функционировать как единому целому.
В марте 2003 года SPB-IX был объединён с московским MSK-IX каналом MPLS-VPN с пропускной способностью 1,2 Гбит/с. Это позволило РосНИИРОС заявить о создании объединённой структуры по обмену интернет-трафиком, позволяющей утверждать о такой же доступности российских сетей в Петербурге, как и в Москве.
По данным РосНИИРОС, на апрель 2009 года статистика SPB-IX в сравнении с MSK-IX такова:
- количество участников 83 (в MSK-IX — 257);
- трафик 8 Гбит/с (70 Гбит/с);
- количество префиксов на RS (рут-сервере) 1,3 тыс. (8 тыс.), при этом 68 участников используют RS (245).

## Конференция SPB-IX
21 апреля 2009 года по аналогии с московскими конференциями в Петербурге была проведена конференция «SPB-IX 2009». В ней был сделан значительный акцент на развитии региональных точек обмена. Существенным событием на которой стало участие представителей немецкой DE-CIX.